# Astilbe macrocarpa
Astilbe macrocarpa Knoll är en flerårig ört.

## Habitat
Östra Kina.

## Biotop
Ängar.

## Etymologi
- Artepitetet macrocarpa är latin och betyder mycket (?) flikigt[källa behövs]